# Émile Moreau (auteur)
Pour les articles homonymes, voir Émile Moreau et Moreau.
Marie Jules Émile Moreau, né le 8 décembre 1852 à Brienon-sur-Armançon dans l'Yonne, où il est mort le 27 décembre 1922, est un dramaturge et librettiste français.

## Biographie
Émile Moreau s'engage à 17 ans dans la Guerre franco-allemande de 1870, et participe aux campagnes de la Côte-d'Or et de l'Est avec le général Bourbaki.
Il reçoit le prix de poésie de l’Académie française en 1887 pour Pallas Athénée.
Le compositeur Paul Vidal obtient en 1883 le premier prix de Rome avec sa cantate Le Gladiateur sur un livret d'Émile Moreau, et Auguste Chapuis le prix Rossini en 1886 avec Les Jardins d'Armide.
Émile Moreau a été inhumé au cimetière de Brienon-sur-Armançon (Yonne).
Il est l'arrière-grand-oncle de Marie Gil.

## Théâtre
- Parthénice, à-propos en 1 acte et en vers, Comédie-Française, 1877
- Corneille et Richelieu, à-propos en 1 acte et en vers, Comédie-Française, 1883
- Matapan, comédie en trois actes et en vers, 1885
- Protestation, à-propos en vers, Comédie-Française, 1887
- Le Drapeau, drame en 5 actes d'Émile Moreau et Ernest Depré, théâtre du Vaudeville, 1890
- Cléopâtre de Victorien Sardou et Émile Moreau, musique de Xavier Leroux, théâtre de la Porte-Saint-Martin, 1890
- L'Auberge des mariniers, drame en 5 actes, théâtre de l'Ambigu-Comique, 1891
- Madame Sans-Gêne, comédie en 3 actes et un prologue de Victorien Sardou et Émile Moreau, théâtre du Vaudeville, 1893
- Le Capitaine Floréal, drame en 5 actes d'Ernest Depré et Émile Moreau, théâtre de l'Ambigu-Comique, 1895
- La Montagne enchantée, pièce fantastique en 5 actes et 12 tableaux d'Albert Carré et Émile Moreau, musique d'André Messager et Xavier Leroux, théâtre de la Porte-Saint-Martin, 1897
- Madame de Lavalette, drame, théâtre du Vaudeville, 1899
- Quo vadis ?, drame historique en cinq actes et dix tableaux d'Émile Moreau et Louis Péricaud d'après le roman éponyme de Henryk Sienkiewicz, musique de Francis Thomé, théâtre de la Porte-Saint-Martin, 1901
- Le Procès de Jeanne d'Arc, drame historique en 4 actes, théâtre Sarah-Bernhardt, 1909
- Madame Margot d'Émile Moreau et Charles Clairville, théâtre Réjane, 1909
- La Reine Élisabeth, pièce en 4 actes, théâtre Sarah-Bernhardt, 1912
- Madame Tallien, pièce en 5 actes, théâtre lyrique de Milan, 1913 (Pièce écrite en collaboration avec Victorien Sardou avant son décès)[5]
- Le Courrier de Lyon, drame en 5 actes et 6 tableaux d'Émile Moreau, Paul Siraudin et Alfred Delacour, théâtre de la Porte-Saint-Martin, 1920

## Adaptations au cinéma
- Madame Tallien, film italien réalisé par Enrico Guazzoni et Mario Caserini et sorti en 1916, d'après la pièce éponyme Madame Tallien commencée en collaboration avec Victorien Sardou avant son décès[5]